# (32174) 2000 NW12
2000 NW12 (asteroide 32174) é um asteroide da cintura principal. Possui uma excentricidade de 0.08289480 e uma inclinação de 5.07578º.
Este asteroide foi descoberto no dia 5 de julho de 2000 por LONEOS em Anderson Mesa.